# Blüthen

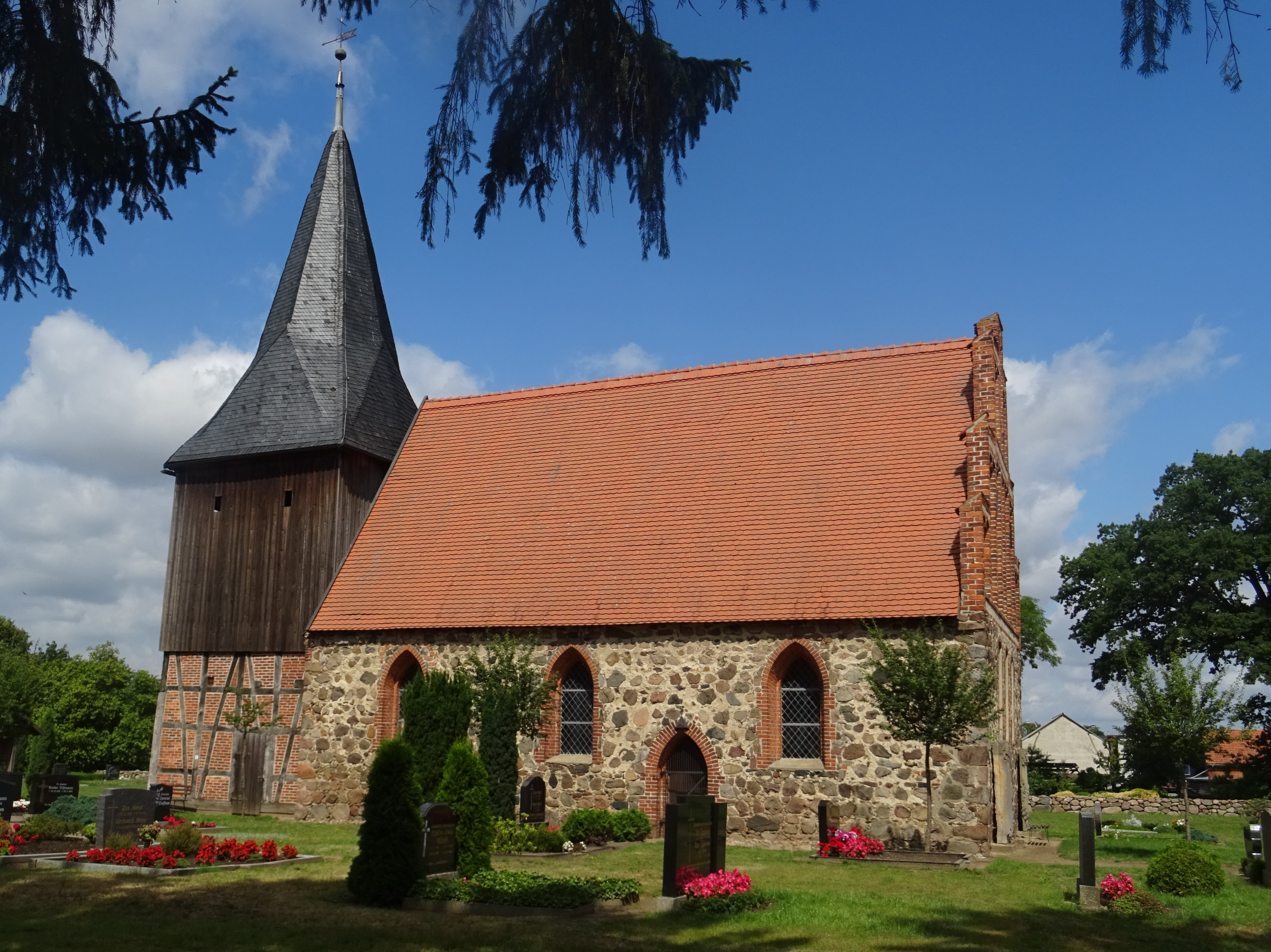
Dorfkirche in Blüthen (2019)

Blüthen ist ein Ortsteil der amtsfreien Gemeinde Karstädt im Landkreis Prignitz in Brandenburg. Zu Blüthen gehören die bewohnten Gemeindeteile Strehlen, Waterloo und Klockow.
Der Ort liegt östlich des Kernortes Karstädt an der am nördlichen Ortsrand verlaufenden Landesstraße L 13. Westlich verlaufen die B 5 und die A 14.

## Sehenswürdigkeiten
In der Liste der Baudenkmale in Karstädt (Prignitz) sind für Blüthen zwei Baudenkmale aufgeführt:
- Die Dorfkirche, ein Saalbau aus Feldsteinen, wurde in der ersten Hälfte des 16. Jahrhunderts erbaut. Der vorgesetzte quadratische Westturm, ein verbretterter Fachwerkturm mit hohem oktogonalem Schieferhelm, stammt aus dem Jahr 1851.[3] Im Osten der Kirche befindet sich ein Staffelgiebel.
- das Pfarrhaus und das Wirtschaftsgebäude (Lindenstraße 20)